# José Ignacio Aguiló
José Ignacio Aguiló Fuster (Palma de Mallorca, 7 de abril de 1962) es un político, economista y profesor español. 
Miembro del Partido Popular, entre 2011 y 2013 fue Consejero de Economía, Hacienda y Ocupación del Gobierno de las Islas Baleares.

## Biografía

### Inicios y formación
Nacido en la ciudad balear de Palma de Mallorca en el año 1962.
Licenciado en Ciencias económicas y en Empresariales,y también es doctor en Economía por la Universidad de las Islas Baleares, (tesis: Aspectos económicos del cable de telecomunicaciones) donde tiempo más tarde en el año 1991 ha acabado trabajando como profesor titular de la Escuela de Economía aplicada del Departamento de Economía aplicada en la Universidad.
Como profesor también ejerce en el Campus virtual G9 y de Eurograd.
Posteriormente José Aguiló, ha sido Director de la Escuela de Estudios Empresariales entre los años 1995 y 2003, Vicerrector de Planificación Económica Administrativa hasta el 2007, y durante este periodo entre 2003 y 2007 ha sido también Presidente Comisión de Trabajo para la Elaboración de la Memoria del Consejo Económico y Social de las Islas Baleares.
También ha sido como miembro de la Comisión Asesora del Instituto Balear de Economía, perteneciente a la Consejería de Economía y Hacienda, y desde el año 2009 es forma parte del Consejo de administración del Ente Público de Radiotelevisión de las Islas Baleares (EPRTVIB).

### Carrera política
En el mundo de la política decidió entrar siendo miembro del Partido Popular (PP), y tras sus anteriores cargos como economista, entró en la política autonómica perteneciendo al Gobierno de las Islas Baleares tras haber sido nombrado el día 18 de junio del año 2011 por el recién elegido presidente autonómico, José Ramón Bauzá Díaz, como nuevo Vicepresidente y Consejero de Economía, Hacienda y Ocupación de las Islas Baleares, donde se volvió a ocupar la vicepresidencia tras su suspensión en el año 2007, y sucedió en la consejería a Carles Manera Erbina (Economía y Hacienda), Xisca Vives ("Comercio e Industria") y a Joana Barceló (Trabajo o ocupación), triple cargo político que José Ignacio Aguiló mantuvo hasta que el presidente de las Islas Baleares, José Ramón Bauzá, el 2 de mayo de 2013, remodeló el Gobierno, del cual salió Aguiló.